# Геттер Яані
Ге́ттер Яа́ні (ест. Getter Jaani; нар. 3 лютого 1993 року, Таллінн, Естонія) — естонська співачка і фіналістка третього сезону «Eesti otsib superstaari» (укр. Естонія шукає суперзірку). Геттер вийшла у фінал 8 жовтня 2009 року, де в 7 колі зайняла четверте місце, вибувши з подальшої боротьби. Представляла Естонію на Євробаченні 2011 в Німеччині з піснею «Rockefeller Street», де посіла 24 місце.
2013 року Геттер випускає перший сингл «Kes on süüdi», виконаний у стилі метал та знімає до нього відеокліп.

## Дискографія

### Альбоми
- «Parim päev» (2010)

### Сингли
- «Parim päev» (січень 2010)
- «Grammofon» (червень 2010)
- «Rockefeller Street» (січень 2011)
- «Kes on süüdi» (лютий 2013)